# 卡斯利 (車里雅賓斯克州)
55°53′N 60°45′E / 55.883°N 60.750°E
卡斯利（俄语：Касли́）是俄羅斯車里雅賓斯克州北部的一個城市，位於車里雅賓斯克以西北138公里。2002年人口19,091人。
卡斯利於1747年建立。1942年7月29日正式設市。